# Christensenia aesculifolia
Christensenia aesculifolia, vrsta je trajnice iz tropske i suptropske Azije iz porodice Marattiaceae.
To je rijetka i ugrožena paprat iz jugoistočne Azije. Navedena je u Kini kao drugorangirana biljka za nacionalnu zaštitu i također je kategorizirana kao jedna od 62 biljne vrste s iznimno malim populacijama od strane pokrajinske vlade Yunnan. Terenska istraživanja tijekom 2014. – 2017. nisu uspjela premjestiti jednu prethodno poznatu populaciju i otkrila su da jedina poznata postojeća populacija C. aesculifolia sadrži samo 10 pojedinačnih biljaka. Najhitniji zahtjev za očuvanje ove vrste je očuvanje ugroženog staništa preostale populacije. Također su potrebna daljnja terenska ispitivanja i istraživanja za bolje razumijevanje statusa vrste.
Opisana je u  Proc. Biol. Soc. Washington 18. 240 (1905). 

## Sinonimi
- Aspidium aesculifolium Blume; Enum. Pl. Javae 2: 143 (1828), nom. inval.
- Christensenia aesculifolia subsp. korthalsii (de Vriese) Rolleri; Amer. Fern J. 83(1): 16 (1993) (fide Fraser-Jenkins 2008)
- Christensenia assamica (Griff.) Ching; Acta Phytotax. Sin. 7(3): 213 (1958), et Chien & Chun, Fl. Reipubl. Popul. Sin. 2: 65, t. 3 (7-10) (1959)
- Kaulfussia aesculifolia (Blume) Blume; Enum. Pl. Javae 2: 260 (1818)
- Kaulfussia assamica Griff.; Asiat. Research. 19: 108, t. 18 (1836)
- Kaulfussia korthalsii de Vriese; Ned. Kruidk. Arch. 3: 186 (1852)